# Nikołaj Miroszniczenko
Nikołaj Michajłowicz Miroszniczenko (ros. Никола́й Миха́йлович Мирошниче́нко, ur. 21 lutego?/6 marca 1913 we wsi Urazowo w guberni woroneskiej, zm. 31 października 1993 w Woroneżu) – radziecki polityk, przewodniczący Komitetu Wykonawczego Rady Obwodowej w Woroneżu (1962-1967), I sekretarz Komitetu Obwodowego KPZR w Woroneżu (1967-1971).
W 1934 ukończył Woroneski Instytut Zootechniczno-Weterynaryjny i pracował jako weterynarz i epizoolog w laboratorium weterynaryjno-bakteriologicznym w Borisoglebsku, 1935-1936 w Armii Czerwonej, 1936-1941 starszy weterynarz komitetu wykonawczego rady rejonowej i główny weterynarz Obwodowego Oddziału Rolniczego w Woroneżu, 1941-1946 weterynarz w Armii Czerwonej/Armii Radzieckiej. Od 1942 w WKP(b), 1946-1949 dyrektor stanicy doświadczalnej w Woroneżu ds. weterynarii Ministerstwa Gospodarki Rolnej ZSRR, 1949-1953 zarządzający obwodowym trustem sowchozów hodowlanych w Woroneżu, 1954-1961 kierownik wydziału rolnego Komitetu Obwodowego KPZR w Woroneżu. Od 1961 do grudnia 1962 sekretarz Woroneskiego Komitetu Obwodowego KPZR, od grudnia 1962 do marca 1967 przewodniczący Komitetu Wykonawczego Woroneskiej Rady Obwodowej (od grudnia 1962 do grudnia 1964: Woroneskiej Wiejskiej Rady Obwodowej), od 23 marca 1967 do 8 lutego 1971 I sekretarz Komitetu Obwodowego KPZR w Woroneżu, następnie na emeryturze. 1970-1974 deputowany do Rady Najwyższej ZSRR.

## Odznaczenia
- Order Lenina
- Order Czerwonego Sztandaru Pracy
- Order Wojny Ojczyźnianej II klasy
- Order Czerwonej Gwiazdy
- Order „Znak Honoru”

I medale.